# Митягино (село)
Митя́гино — село Новочемодановского сельсовета Лев-Толстовского района Липецкой области.

## История
Крепостное селение Митягино известно с 1771 г., но, по другим данным, первые поселенцы из крепости Ораниенбурга (Раненбурга) разместились здесь ещё в первой половине XVIII в. То место, с которого начиналось село, ныне называется «Старая деревня». С середины XVIII в. сюда устремился поток крепостных крестьян из северных районов в поисках свободных земель. Тогда вместе с селом Митягино возникли населённые пункты Бычки, Старо-Чемоданово, Озёрки, Булаевка, Барятино и другие. В Митягине появились слободы, населённые переселившимися крестьянами: Грачёвка, Горбатовка, Глиновка. В 1770 году рязанский помещик Митягин приобрёл земли, примыкающие к селу, вместе с крестьянами. В 1771 г. жители соседних сёл Кривой Поляны и Новой Поляны, страдая от малоземелья, переселились сюда на свободные земли и создали слободы Садовая и Ливада.
С 1802 года, в Митягине находилась усадьба генерал-лейтенанта Александра Петрово-Соловово. Это древний рязанский дворянский род, происходящий от мурзы Батура, выехавшего из Большой Орды к великому князю Фёдору Рязанскому и принявшего православие.
С 1855 г. и до революции имением владели помещики Ознобишины – представители старинного дворянского рода. Их земли простирались до Зенкина и Головинщина. В имении было много скота, сараи, жатки и сложные машины на конной тяге для обмолота хлеба. Перед 1917 г. в селе имелись винная лавка, кабак, две ветряные мельницы, несколько маслобоен и крупорушек.

## Население
| 1859 | 1897  | 1906  | 2000 | 2010 |
| ---- | ----- | ----- | ---- | ---- |
| 901  | ↗1089 | ↘1049 | ↘418 | ↘408 |